# Herman J. Mankiewicz
Herman J. Mankiewicz (Nova York 1897- Hollywood, 1953) va ser un guionista periodista i productor, germà gran de Joseph L. Mankiewicz, recordat sobretot pels seus guions de les pel·lícules Ciutada Kane (1941) per la que va guanyar un Oscar, L'orgull dels ianquis (1942), El sopar és a les vuit (1933) o El mag d'Oz (1939). Com a productor destaquen algunes comèdies dels germans Marx com Pistolers d'aigua dolça (1931) o Duck Soup (1933).

## Biografia
Mankiewicz va néixer a Nova York l'any 1897 fill d'una família jueva provinent d'Alemanya. Va fer estudis de filosofia a la Universitat de Colúmbia i després va ser editor de la revista "American Jewish Chronicle". Va participar en la Primera Guerra Mundial i un cop acabada va tornar a Nova York fent d'escriptor per al "New York World". Aviat va ser considerat com un dels escriptors més enginyosos del moment, rivalitzant amb George S. Kaufman, i articles seus van aparèixer en les principals revistes de l'època, com Vanity Fair. Mankiewicz va cridar l'atenció del productor Walter Wanger per les seves crítiques publicades a New York Times i a New Yorker i li va oferir un contracte.
El 1926, va començar la seva carrera com a guionista proveint idees per a pel·lícules com The Road to Mandalay (1926), escrivint els rètols de pel·lícules mudes com a Gentlemen Prefer Blondes (1928). La Paramount el va convertir en el cap del seu departament de guions, des d'on va contractar escriptors de talent amb un estil similar al seu entre els quals destaca Ben Hecht. Aviat va esdevenir un dels guionistes més ben pagats de Hollywood i el pas del cinema mut a sonor el va beneficiar molt per la seva gran capacitat d'inventar diàlegs per als actors. Va estar contractat per diverses majors: la Paramount (1926-32), la MGM (1933-40) i la RKO (1940, 1944-48).
També va ser productor executiu de diferents comèdies dels germans Marx, però els seus excessos en el joc, les festes salvatges i l'alcohol, unit al menyspre que sentia vers Hollywood li van començar a passar factura. Sovint estava en desacord amb els estudis. Una vegada la Warner Brothers li va encarregar el guió d'una pel·lícula de Rin Tin Tin per castigar-lo. Mankiewicz, aleshores, va presentar un guió en què el gos introduïa un nen dins d'una casa en flames.
Mankiewicz és conegut sobretot pel seu guió de Ciutadà Kane pel qual guanyà un Oscar el 1941 juntament amb Orson Welles. La contribució de Welles al guió no és del tot clara i possiblement el principal o únic autor del guió fou Mankiewicz. Després d'aquesta pel·lícula la seva carrera va remuntar un xic, però fou només temporalment.
Va morir a Hollywood a 55 anys el mes de març de 1953.

## Premis i distincions
1941 Oscar al millor guió original, junt amb Orson Welles per la pel·lícula Ciutadà Kane.
1942 Nominació a l'Oscar al millor guió adaptat per la pel·lícula L'orgull dels ianquis, juntament amb Jo Swerling.

## Filmografia
Malgrat que Herman J. Mankiewicz és conegut sobretot com a guionista, també va actuar com a productor en diferents pel·lícules entre les quals destaquen Pistolers d'aigua dolça (1931), Million Dollar Legs (1932), Horse Feathers (1932), Duck Soup (1933) i El secret d'una dona (1949). Segons l'American Film Institute, Mankiewicz va ser guionista de les següents pel·lícules:
The Road to Mandalay (1926) 
Stranded in Paris (1926) 
Two Flaming Youths (1927) 
The Spotlight (1927) 
Fashions for Women (1927) 
Figures Don't Lie (1927) 
Honeymoon Hate (1927) 
The Gay Defender (1927) 
A Gentleman of Paris (1927)
The Last Command (1928) 
The Mating Call (1928) 
Avalanche (1928)
Take Me Home (1928) 
The Water Hole (1928) 
What a Night (1928) 
The Dragnet (1928) 
Three Week-ends (1928) 
His Tiger Lady (1928) 
A Night of Mystery (1928) 
The Magnificent Flirt (1928) 
Something Always Happens (1928) 
Love and Learn (1928) 
The Barker (1928)
Gentlemen prefer blondes (1928)
The Big Killing (1928)
The Man I Love (1929) 
Abie's Irish Rose (1929)
The Dummy (1929) 
The Canary Murder Case (1929) 
Marquis Preferred (1929) 
The Mighty (1929) 
The Love Doctor (1929)
Thunderbolt (1929) 
Men Are Like That (1930) 
Honey (1930) 
Ladies Love Brutes (1930) 
Chérie (1930) 
The Vagabond King (1930) 
True to the Navy (1930) 
Love Among the Millionaires (1930) 
Dude Ranch (1931)
The Royal Family of Broadway (1931) 
Ladies' Man (1931)
Man of the World (1931) 
¡Salga de la cocina! (1931) 
Dancers in the Dark (1932)
Girl Crazy (1932)  
The Lost Squadron (1932) 
Another Language (1933)
Meet the Baron (1933) 
El sopar és a les vuit (1934) 
Stamboul Quest (1934) 
The Show-Off (1934) 
Escapade (1935) 
Rendezvous (1935) 
After Office Hours (1935)
It's in the Air (1935) 
The Emperor's Candlesticks (1937) 
My Dear Miss Aldrich (1937) 
John Meade's Woman (1937) 
It's a Wonderful World (1939)
El mag d'Oz (1939) 
Keeping Company (1940) 
Ciutadà Kane (1941)
Rise and Shine (1941) 
This Time for Keeps (1942) 
L'orgull dels ianquis (1943) 
Stand by for Action (1943) 
Christmas Holiday (1944) 
The Enchanted Cottage (1945) 
Pirates del Carib (1945) 
A Woman's Secret (1949) 
The Pride of St. Louis (1952) 